# Kandukondain Kandukondain
Pour plus de détails, voir Fiche technique et Distribution.
Kandukondain Kandukondain (en tamoul : கண்டுகொண்டேன் கண்டுகொண்டேன்) est un film musical de 150 min en langue tamoule, réalisé par Rajiv Menon et sorti en 2000 en Inde. L'histoire s'inspire du  roman  de Jane Austen et du film Raison et Sentiments d'Ang Lee. Réalisé initialement exclusivement pour un public indien, il est sorti en DVD en 2005 (sous-titré en anglais) sous le titre I Have Found It (Kandukondain Kandukondain), avec, en bandeau « A Bollywood Adaptation of Jane Austen’s Sense and Sensibility » (Une adaptation de Bollywood du Raison et Sentiments de Jane Austen).

## Synopsis
L'histoire se passe dans le sud de l'Inde. Une mère (Mahalakshmi) et ses trois filles, très riches y vivent avec le grand-père invalide, le père étant décédé. Les jeunes filles sont intelligentes, déterminées, jolies et, bien que sœurs, très différentes. Il y a Sowmya, plutôt timide, sérieuse et résignée, Meenakshi (Meenu), au romantisme exacerbé qui adore la poésie, plus précisément les poèmes du grand écrivain tamoul Bharathi, et Kamala, 13 ans, plutôt discrète et dans l’ombre de ses sœurs, mais passionnée de science.
À la mort du patriarche, la mère et ses filles perdent leur héritage et doivent quitter leur luxueuse maison où viennent s'installer leur oncle et Poonam son égoïste épouse. Elles partent pour Chennai, dans la banlieue de Madras, où elles recommencent une nouvelle vie :  Meenu poursuivra une carrière de chanteuse, Sowmya, qui commence par travailler au standard d'une grande entreprise d'informatique partira finalement en Californie.
Question sentiments, Sowmya a rencontré Manohar, joyeux, exubérant, éduqué en Amérique et déterminé à devenir réalisateur. 
Meenu, vive et extravertie rêve du grand amour. Elle tombe sous le charme, un jour de pluie, de Srikanth, un homme d’affaires qui roule en Mercédès et aime aussi la poésie, mais leur voisin et ami le Major Bala, qui vend des orchidées avec sa camionnette est amoureux d'elle. Ayant perdu sa jambe à la guerre, il boit beaucoup, est assez agressif,  mais il  aide Meenu à devenir chanteuse, la sauve alors qu'abasourdie par la trahison de Srikanth, elle s'est perdue dans une tempête. 

## Distribution
- Mammootty : Major Bala (Brandon)
- Aishwarya Rai Bachchan : Meenakshi (Marianne)
- Ajith Kumar : Manohar (Edward)
- Tabu : Sowmya (Elinor)
- Abbas (en) : Srikanth (Willoughby)
- Srividya :   Mahalakshmi (Mrs Dashwood)
- Nizhalgal Ravi le frère de  Mahalakshmi (John Dashwood)
- Pooja Batra : Nandini Varma
- Dino Morea : Vinod, un soupirant de Meenakshi
- Manivannan : Sivagnanam, ami de Bala, personnage comique (Sir John Middleton)
- Shamili : Kamala
- Raghuvaran, le patron de Sowmya
- A. R. Rahman dans son propre rôle

## Fiche technique
- Rajiv Menon Productions.
- Film de 158 min.
- langue originale : tamoul
- Direction : Rajiv Menon
- Scénario : Rajiv Menon
- dialogues en tamoul :  Sujatha Rangarajan
- Directeur de la photographie : Ravi K. Chandran
- Musique : Allah Rakha Rahman
- Danses : Rekha Prakash, Brinda & Raju Sundaram
- Mélodies : Vairamuthu
- Production : Kalaipuli S. Thanu

## Remarques diverses
Le film est sorti le 4 mai 2000 en Inde (doublé en télougou) sous le titre Priyuraalu Pilichindi, et les acteurs principaux sont des stars  : Ajith est un acteur extrêmement populaire de Kollywood, Mammooty une légende, Aishwarya Rai Bachchan, Miss Monde 1994, dont la célébrité a débordé Bollywood et l'Inde. Le film est tourné à  Chennai, dans le Tamil Nadu et en Écosse, à Eilean Donan Castle.
Shankar Mahadevan a reçu en 2001 le Silver Lotus Award  (récompense cinématographique indienne) du meilleur chanteur en playback, pour la chanson « Enna Solla Pogirai ».